# تشايلدز فريك
تشايلدز فريك (بالإنجليزية: Childs Frick)‏ هو إحاثي أمريكي، ولد في 1883 في بيتسبرغ في الولايات المتحدة، وتوفي في 1965 في روسلين هاربور في الولايات المتحدة.